# Gabriel Axel
Pour les articles homonymes, voir Axel.
Gabriel Axel (né le 18 avril 1918 à Århus (Danemark) et mort le 9 février 2014 à Bagsværd) est un réalisateur, acteur, scénariste et producteur danois.

## Biographie
Gabriel Axel naît au Danemark, mais passe l'essentiel de son enfance en France. Formé au théâtre royal de Copenhague, il est pendant plusieurs années acteur à Paris, en particulier avec la troupe de Louis Jouvet. Retourné au Danemark dans les années 1950, il est alors réalisateur pour la télévision et le cinéma. On peut ainsi mentionner parmi ses multiples réalisations, Oskar, long métrage filmé en seulement onze jours et sorti en 1962, une adaptation de la pièce de théâtre à succès Oscar du français Claude Magnier. Dans les années 1960, il remporte le grand prix de la technique à Cannes pour son film d'aventures La Mante rouge. Il est surtout connu pour Le Festin de Babette, Oscar du meilleur film étranger en 1988. Il réalise par la suite Le Prince de Jutland, renouant avec ses origines danoises.

## Filmographie

### Comme réalisateur

#### Télévision
- 1951 : Døden
- 1952 : Pantalones bryllup
- 1952 : Forlovelse indgået
- 1952 : Skyggedans
- 1952 : Aften
- 1953 : Et Spil
- 1953 : En Bjørn
- 1953 : Hallo, derude
- 1953 : Falske nøgler
- 1953 : Familien Hansen
- 1953 : Kong Renés datter
- 1956 : Frøken Julie
- 1958 : Møde ved midnat
- 1965 : Regnvejr og ingen penge
- 1966 : Om tobakkens skadelige virkninger
- 1968 : Boubouroche
- 1977 : Un crime de notre temps
- 1978 : La Ronde de nuit
- 1980 : Le Coq de Bruyère
- 1980 : Le Curé de Tours
- 1981 : La Ramandeuse
- 1981 : Antoine et Julie
- 1981 : L'Oiseau bleu
- 1985 : Les Colonnes du ciel

#### Cinéma
- 1955 : Altid ballade
- 1957 : En Kvinde er overflødig
- 1958 : Guld og grønne skove
- 1959 : Helle for Helene
- 1960 : Flemming og Kvik
- 1962 : Tossede paradis, Det
- 1962 : Oskar
- 1963 : Vi har det jo dejligt
- 1963 : Bocken i paradiset
- 1963 : Trois de perdues (Tre piger i Paris)
- 1964 : Paradis retur
- 1967 : La Mante rouge (Den Røde kappe)
- 1968 : Le Joujou chéri (Det kære legetøj)
- 1970 : The Ways of Women
- 1970 : Rêves érotiques (Amour)
- 1971 : Med kærlig hilsen
- 1972 : Die Auto-Nummer - Sex auf Rädern
- 1975 : Familien Gyldenkål
- 1976 : Familien Gyldenkål sprænger banken
- 1977 : Alt på et bræt
- 1987 : Le Festin de Babette (Babettes gæstebud)
- 1989 : Christian
- 1994 : Le Prince de Jutland
- 1995 : Lumière et Compagnie
- 2001 : Leïla

### Comme acteur
- 1953 : Vi som går køkkenvejen : Professor
- 1954 : Kongeligt besøg : Tater
- 1954 : Jan går til filmen : Instruktøren
- 1954 : Karen, Maren og Mette : Ferdinansen
- 1954 : Det er så yndigt at følges ad
- 1955 : Der kom en dag : Stellers
- 1955 : Bruden fra Dragstrup : Taxichauffør
- 1956 : Kispus : Skrædderen
- 1958 : Styrmand Karlsen : Pierre
- 1961 : Peters baby : Fransk politimand
- 1962 : Han, Hun, Dirch og Dario : Modedesigneren Monsieur Baptiste
- 1963 : Trois de perdues (Tre piger i Paris) : Fransklærer
- 1965 : En Ven i bolignøden : Ansat i Udenrigsministeriet
- 1966 : Dyden går amok : Præsten Døje
- 1967 : Jeg - en marki : Marcel de Sade
- 1971 : Med kærlig hilsen : Mr. X
- 1972 : Nu går den på Dagmar : Teaterpublikum
- 1976 : Familien Gyldenkål sprænger banken : Croupier
- 1977 : Alt på et bræt : Fransktalende mand

### Comme scénariste
- 1960 : Flemming og Kvik
- 1962 : Tossede paradis, Det
- 1967 : Røde kappe, Den
- 1968 : Boubouroche (TV)
- 1968 : Kære legetøj, Det
- 1970 : Rêves érotiques (Amour)
- 1971 : Med kærlig hilsen
- 1987 : Le Festin de Babette (Babettes gæstebud)
- 1989 : Christian
- 1994 : Le Prince de Jutland
- 2001 : Leïla

### Comme producteur
- 1968 : Kære legetøj, Det
- 1970 : Rêves érotiques (Amour)
- 1971 : Med kærlig hilsen

## Théâtre
- 1946 : L'Amour des trois oranges d'Alexandre Arnoux, mise en scène Gaston Baty, Théâtre Montparnasse